# Občina Metlika
Metlika je mesto in ena od belokrajnskih občin v Republiki Sloveniji z okoli 8.500 prebivalci.
Občina na Gorjancih meji na Novo mesto, meji tudi z Republiko Hrvaško, pri čemer gre del meje po Kolpi, ter z občinama Semič in Črnomelj.

## Naselja v občini
Bereča vas, Boginja vas, Bojanja vas, Boldraž, Boršt, Božakovo, Božič Vrh, Brezovica pri Metliki, Bušinja vas, Dole, Dolnja Lokvica, Dolnje Dobravice, Dolnji Suhor pri Metliki, Drage, Dragomlja vas, Drašiči, Čurile, Geršiči, Gornja Lokvica, Gornje Dobravice, Gornji Suhor pri Metliki, Grabrovec, Gradac, Grm pri Podzemlju, Hrast pri Jugorju, Jugorje pri Metliki, Kamenica, Kapljišče, Klošter, Krasinec, Krašnji Vrh, Krivoglavice, Križevska vas, Krmačina, Mačkovec pri Suhorju, Malo Lešče, Metlika, Mlake, Okljuka, Otok, Podzemelj, Prilozje, Primostek, Radovica, Radoviči, Radoši, Rakovec, Ravnace, Rosalnice, Sela pri Jugorju, Slamna vas, Svržaki, Škemljevec, Škrilje, Trnovec, Vidošiči, Zemelj, Želebej, Železniki

## Galerija
- Ribnik Prilozje